# Nijolė Šivickas
Nijolė Šivickas de Mockus, más conocida como Nicole de Mockus (Kėdainiai, 27 de mayo de 1925-Bogotá, 10 de septiembre de 2018) fue una artista plástica lituana. Se radicó en Colombia en los años 50 junto a su esposo Alfonsas Mockus, donde tuvieron a su hijo Antanas Mockus, importante político colombiano.

## Biografía
Estudió artes en su país natal iniciando su carrera artística como pintora y artista gráfica en la Academia de Artes Visuales de Stuttgart (Staatliche Akademie der Bildenden Künste) en 1946-1950, con G. Gollwitzer y Willy Baumeister como profesores. Por ello su primera tendencia fue el expresionismo alemán. 
Llegó a Colombia en 1950 junto a su pareja Alfonsas Mockus. Eligieron Colombia porque Alfonsas Mockus estaba enfermo de tuberculosis y en este país la frontera no estaba cerrada para quienes tuvieran esta enfermedad. En Bogotá trabajó inicialmente como artista en periódicos y revistas. En 1953, la revista Cromos publicó en varias ediciones sus dibujos.
Poco después se incorporó al taller del alfarero lituano Juozas Bagdonas y cuando él se marchó a Estados Unidos heredó el estudio, dejó los pinceles y las prensas para centrarse en la tradición de los artefactos precolombinos. Su arte incorporó características precolombinas y mestizas.
En una entrevista para Cromos de 1985 la periodista Julia Brociner la describe:
“Este personaje escurridizo, evasivo, de ademanes extraños, pequeño, delgadito, que mira con ojos curiosos, viste overol, fuma pipa y se niega a hablar de sí mismo, es una mujer: Nijole Sivickas. Ella habla en parábolas, impide tomar notas, y se mueve ágilmente de un lado a otro. Recuerda a uno de esos individuos burlones, maliciosos y socarrones que le hacen la vida difícil a las princesas en los cuentos de hadas”.
También señala que al comenzar su carrera artística, lo hizo como pintora figurativa, trabajo que abandonó porque se sentía mal pintando gente. "Pensaba que me estaba aprovechando de ella. Para mí la pintura figurativa es una confesión, por eso la dejé, afirma. La fama la tiene sin cuidado, lamenta que la escultura se venda menos que la pintura: la falta de espacio para colocar la obra, incluso para trabajarla, es lo que hace que sean menos los escultores que los pintores”.

## Vida personal
Era la madre del político Antanas Mockus, candidato a la presidencia de la República de Colombia para el período 2010-2014, fue alcalde Mayor de Bogotá, durante seis años (1995-1997, 2001-2004). Su hija, Ismena Mockus, es graduada en medicina y especialista en endocrinología.

## Obra
Los colores de sus cerámicas terminadas son de color rojo oscuro, amarillo, negro, de acuerdo a la elección de la arcilla, y a veces de las reacciones naturales de los óxidos y esmaltes durante la cocción. Muchas de sus obras son trabajadas con plomo. `
Trabajaba con barro, hierro y cuerdas, con cierto sentido de la monumentalidad, incluso en sus instalaciones más pequeñas. Creó esculturas, estructuras e instalaciones y fue también ceramista.
Según Stasys Goštautas la obra de Nijole Šivickas se podría definir en tres etapas:
- Primera etapa. Pinturas y grabados expresionistas. Muy cerca de lo que aprendió en la escuela de arte y nunca fueron realmente suyos. Ella lo sabía y los abandonó con desdén señala Goštautas.

- Segunda etapa. Búsqueda. Duró casi veinte años. El cambio de los continentes, de la lengua y la cultura tuvo un impacto en ella, y le tomó un tiempo para decidir qué medidas tomar a continuación. Fue un período muy poético, con algunos grandes éxitos, pero aún bajo la influencia del expresionismo alemán y demasiado cerca del arte indígena.

- Tercera etapa. Creación de irreales. A partir de los años noventa del siglo pasado, se volvió hacia la creación de objetos que no existen en realidad, porque según ella, si ya están hechos, ¿para qué molestarse en repetirlos?

Aunque después de su primera exposición en el Salón de la Biblioteca Nacional de Bogotá, en 1955, Nijole juró no volver a exhibir, rompió su juramento ocho años después, y en sus sesenta años como artista realizó más de veinte exposiciones individuales en todo el mundo, participando en más de un centenar de exposiciones colectivas en Estados Unidos, Lituania, Francia, Australia y Puerto Rico.